# Proceratophrys cristiceps
Proceratophrys cristiceps — вид жаб родини Odontophrynidae.

## Поширення
Ендемік Бразилії. Трапляється в прибережній області від Затоки Всіх Святих в центральній частині Баїї на північ до штату Ріу-Гранді-ду-Норті. Мешкає в атлантичному лісі та каатинзі.

## Опис
Дорослі самці сягають 40–50 мм завдовжки, а дорослі самиці 44–45 мм. Голова ширша, ніж довга. Морда закруглена зверху, але тупа в попереку. Барабанна перетинка непомітна зовні. Пальці ніг частково перетинчасті. На спині є декілька бородавок і численні дрібні гранули. Нижня поверхня, крім лап, покрита безліччю дрібних круглих, однорідних бородавок і дрібних гранул. Спинна поверхня мармурова з різних відтінків коричневого кольору на кремовому фоні, іноді з червонуватим відтінком.